# القرداع (إب)

تعديل مصدري - تعديل

القرداع محلة تابعة لقرية الضفضف، التابعة لعزلة المقاطن بمديرية إب إحدى مديريات محافظة إب في الجمهورية اليمنية.، بلغ تعداد سكانها 47 حسب تعداد اليمن لعام 2004.